# Borj El Kebir

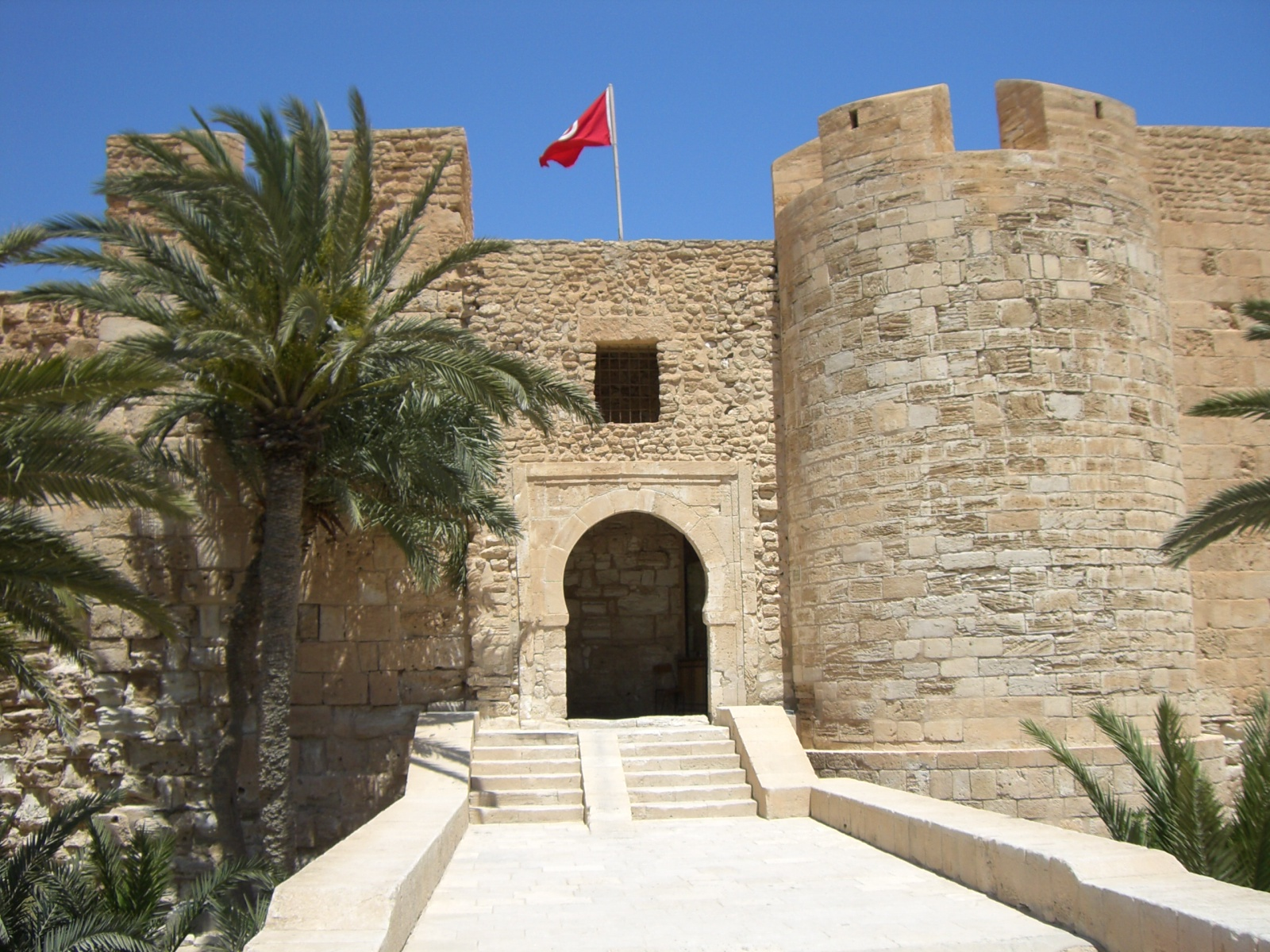
Borj El Kebir

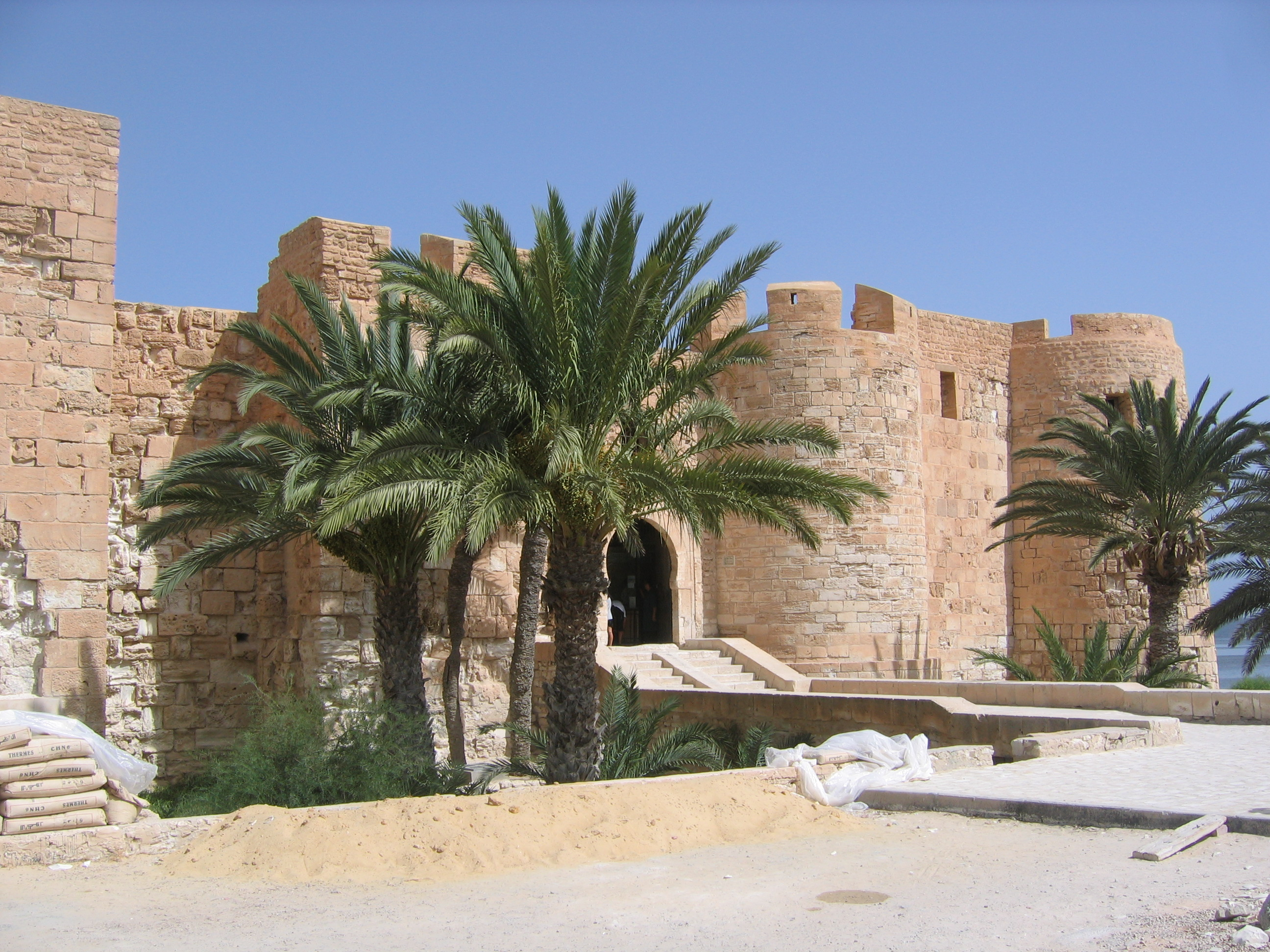
Eingang zur Festung Bordj-el-Kebir in Houmt Souk

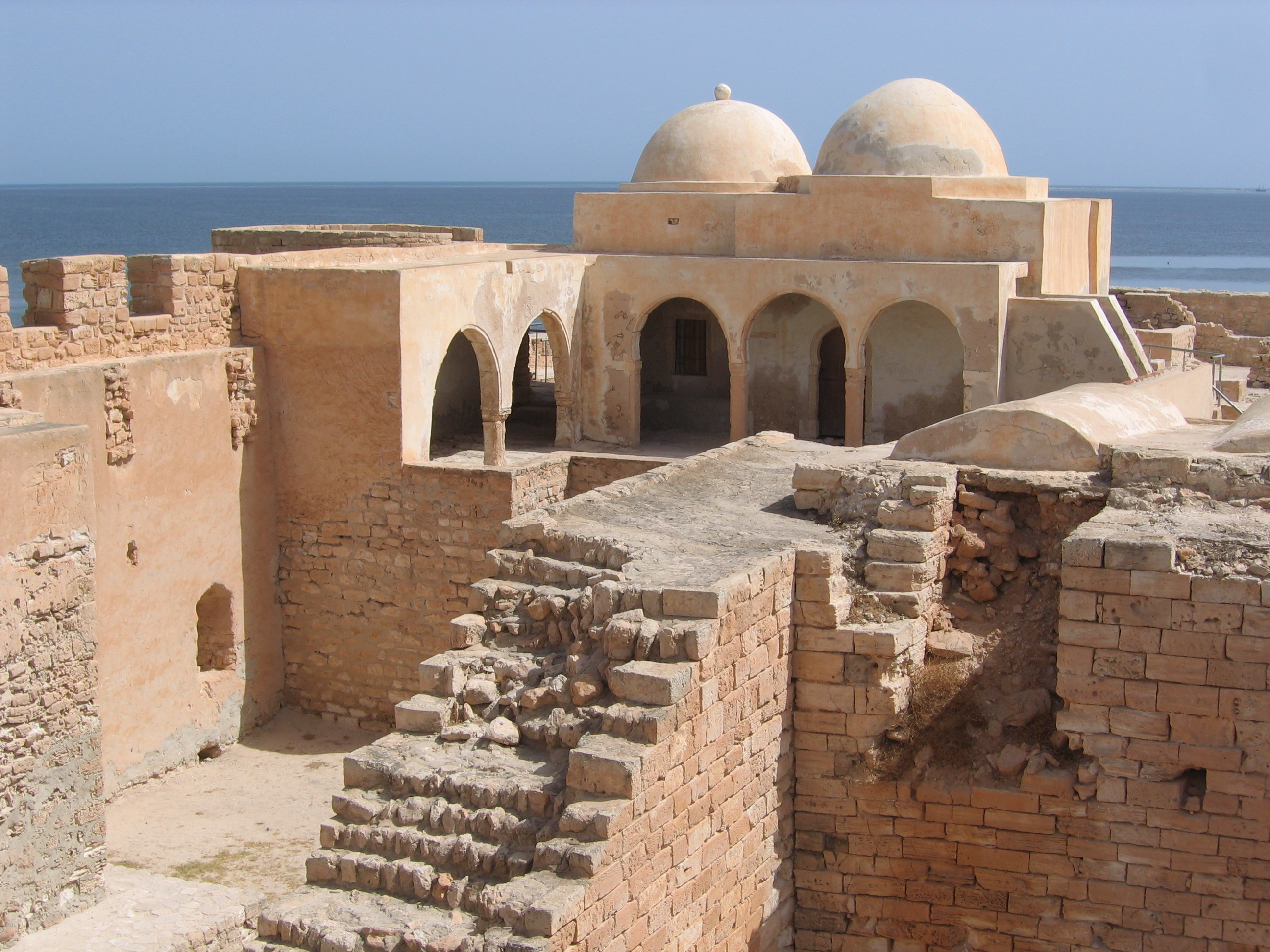
Inneres der Festung Bordj-el-Kebir in Houmt Souk

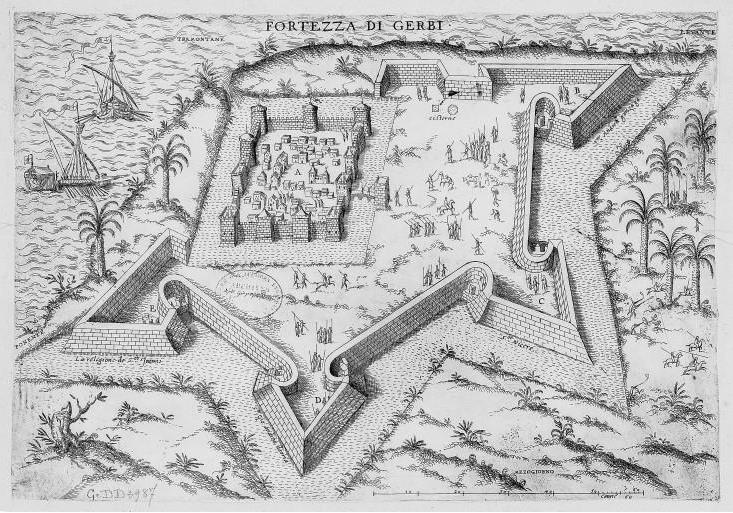
Borj El Kebir von Houmt Souk im Jahr 1599

Borj El Kebir, auch bekannt als Borj El Ghazi Mustafa, auf Deutsch „Große Burg“, ist der Name der größten, besterhaltenen Befestigungsanlagen auf Djerba. Sie gehört zu den meistbesuchten historischen Stätten der Insel. Die Burganlage liegt nördlich von Houmt Essouk, unweit des Fischereihafens.

## Geschichte
Die Burg wurde Ende des 14. Jahrhunderts über den Ruinen der antiken römischen Stadt Griba erbaut nach der Deportation der Soldaten von Alfons V. von Aragon auf Befehl des hafsidischen Sultans. Im Jahr 1450 folgte ein erster Ausbau der Anlage.
Der Name Borj El Ghazi Mustafa stammt von dem Kaid, der sich im Jahr 1559 auf Djerba niederließ.
Der osmanische Korsarenführer Dragut ließ die Festung um 1550 weiter ausbauen, um sich vor den Vergeltungsaktionen der christlichen Seefahrer (hauptsächlich Spanier) besser schützen zu können. Im Jahr 1560 suchten diese jedoch die Entscheidung und erschienen mit einer Flotte von 30 Schiffen und 30.000 Mann vor Houmt Souk. Sie eroberten zwar recht schnell die Festung und ließen eine Besatzung von 5000 Mann zurück, aber auf dem Rückweg überfiel Dragut mit seiner Flotte die abziehenden Spanier und Malteser und besiegte sie in der Seeschlacht von Djerba, in der 18.000 Mann ihr Leben verloren. Die immer noch besetzte Festung wurde belagert, und nachdem die Besatzung aufgab, wurde diese bis auf den letzten Mann geköpft. Zur Abschreckung ließ der Korsarenführer die Köpfe zu einer Pyramide auftürmen. Fast 300 Jahre lang war dieses makabre Symbol zu sehen. 1848 wurde es auf Drängen der europäischen Mächte beseitigt und anstelle dessen ein Obelisk in der Nähe der Festung errichtet.
Während der Zeit der französischen Besetzung lagerten ab dem 28. Juli 1881 französische Truppen in der Burg, nachdem sie auf die Insel eingefallen waren.
1903 ging die Burg in den Besitz des tunesischen Staates über. Sie erhielt den Status eines nationalen historischen Denkmals am 15. März des Jahres 1904 und wurde in ein Museum umgewandelt. Seit 1968 findet eine umfangreiche Restaurierung statt. Im Inneren sind Exponate aus den verschiedenen Epochen ausgestellt.
In dem Denkmal befinden sich zwei Mausoleen: Sidi Saad und Ghazi Mustafa, nach dem Bey gleichen Namens.

## Galerie

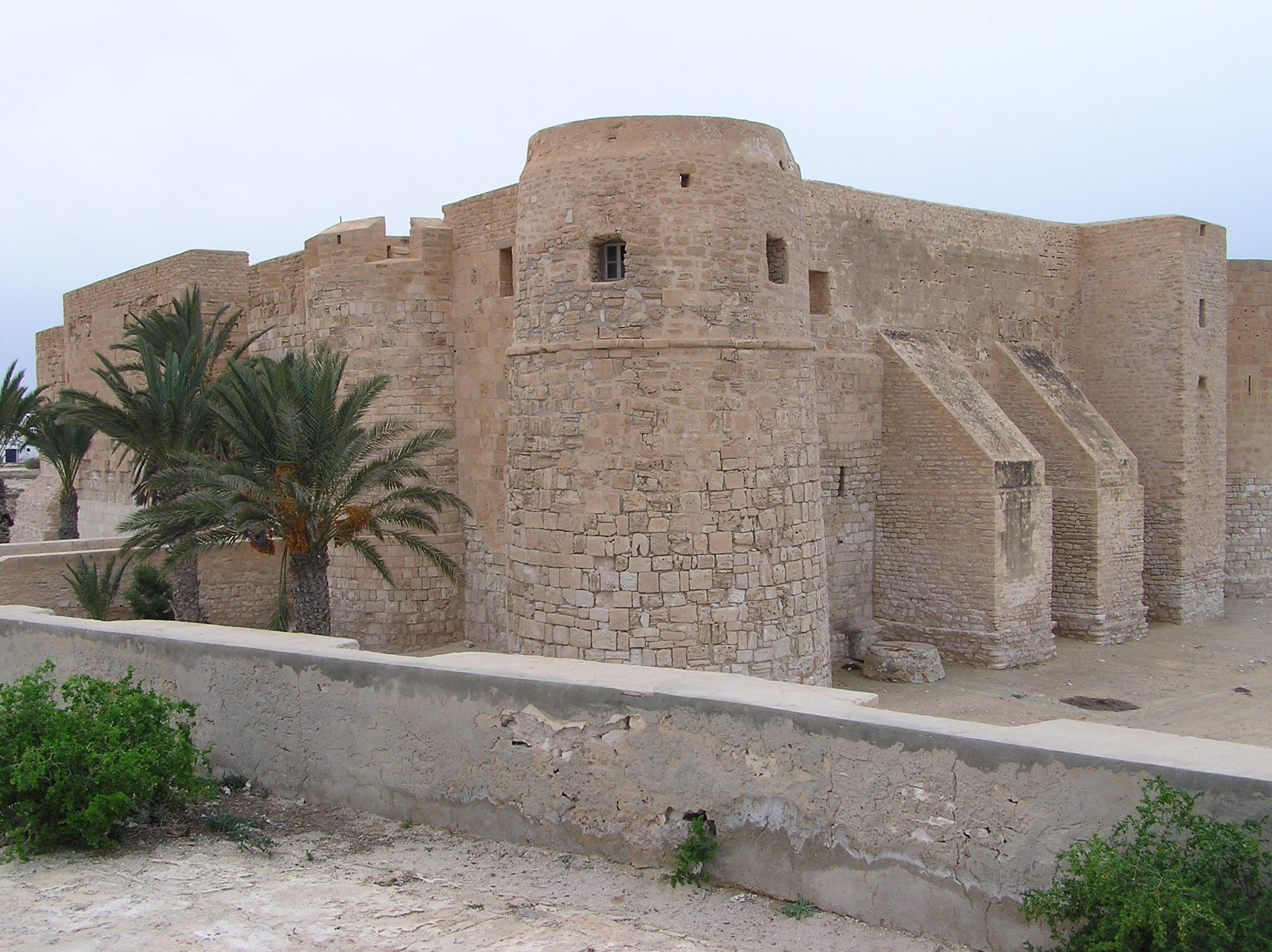
Überblick über die Festungsmauern
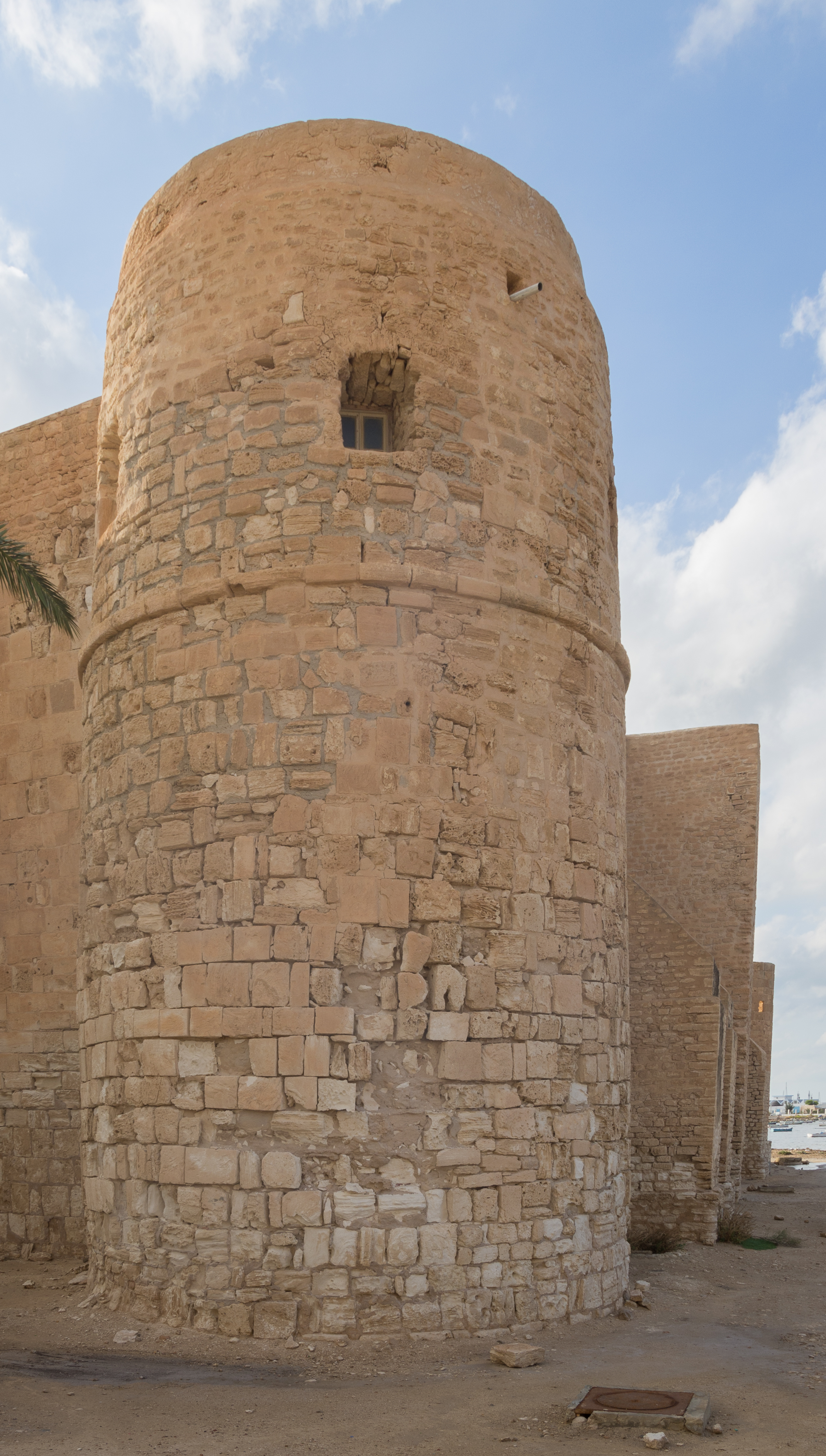
Nahaufnahme eines Eckturms
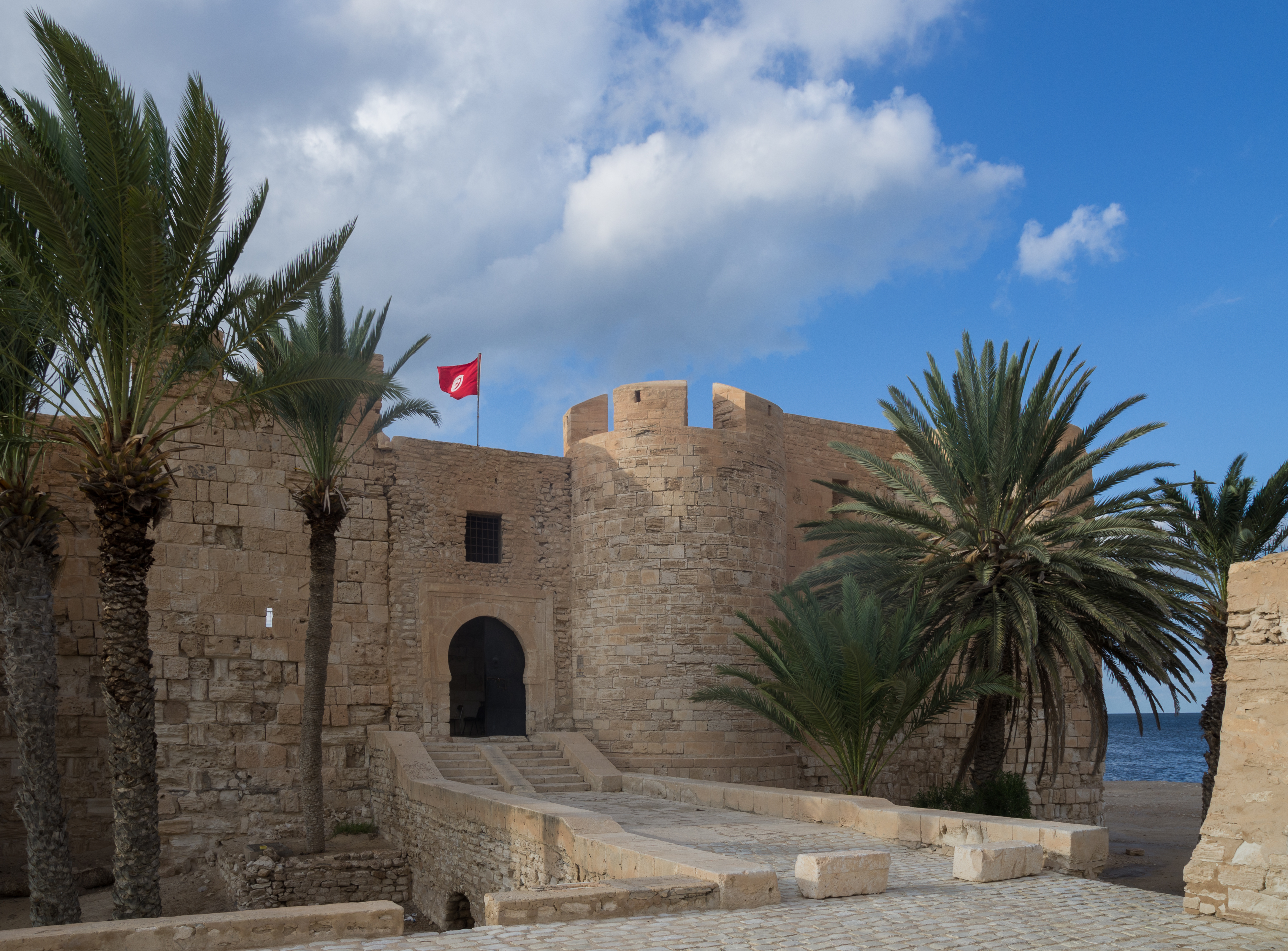
Eingang in das Fort
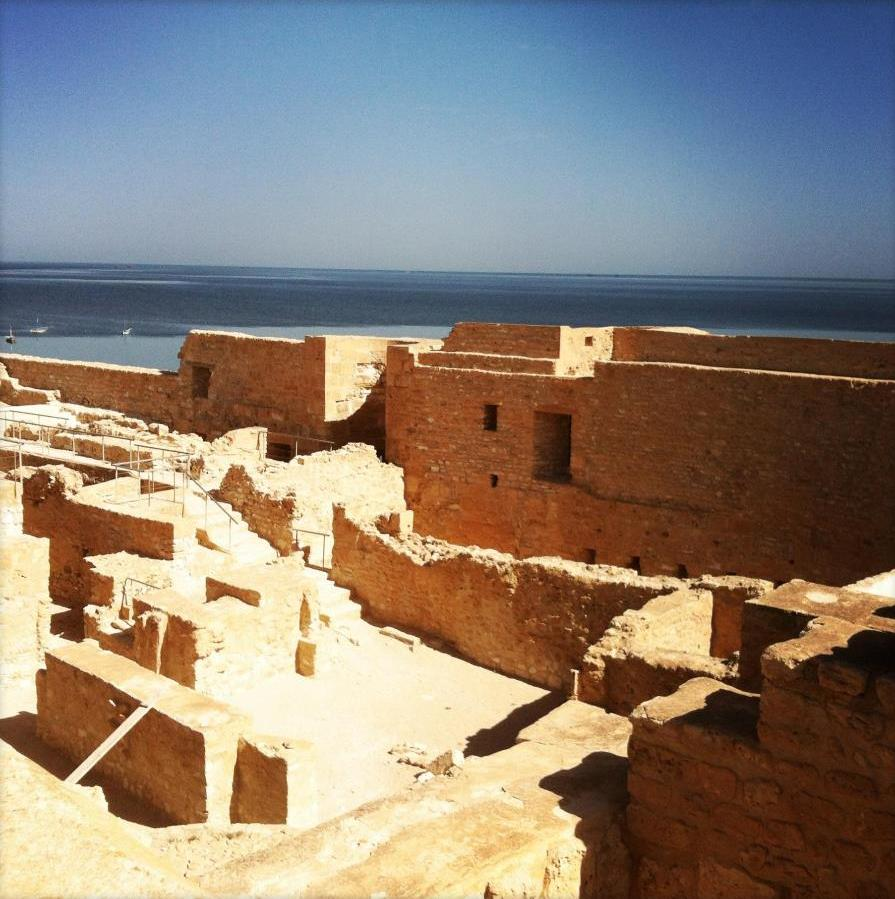
Innenansicht
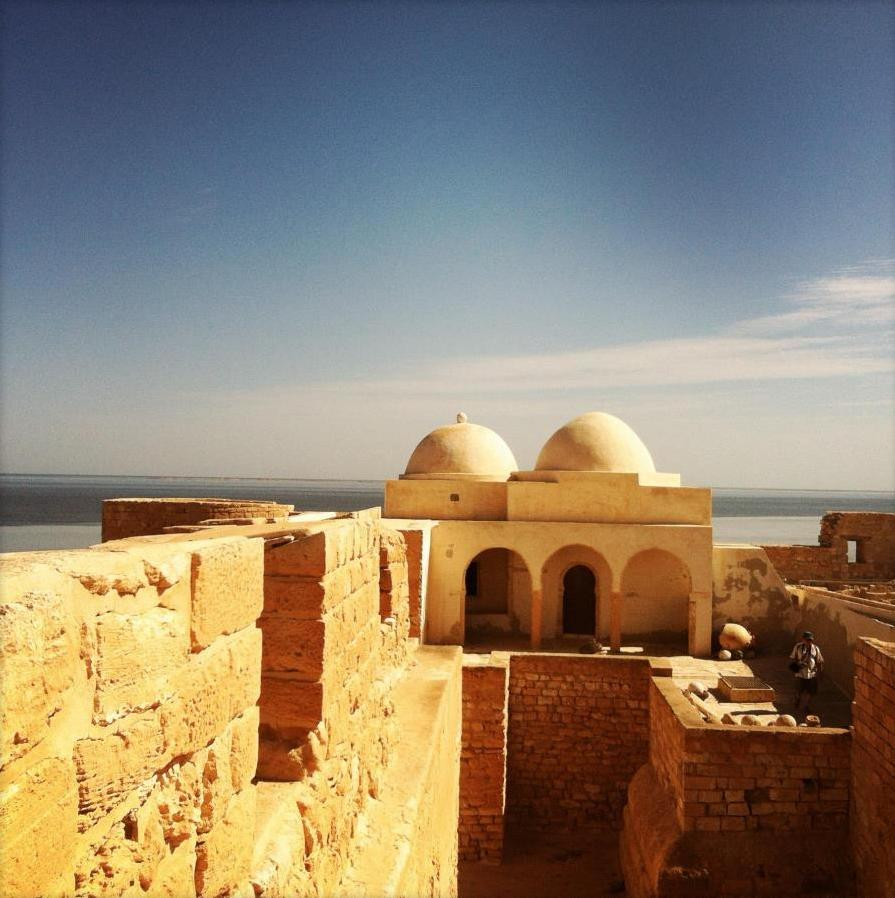
Kuppeln der Mausoleen Sidi Saad und Ghazi Mustafa
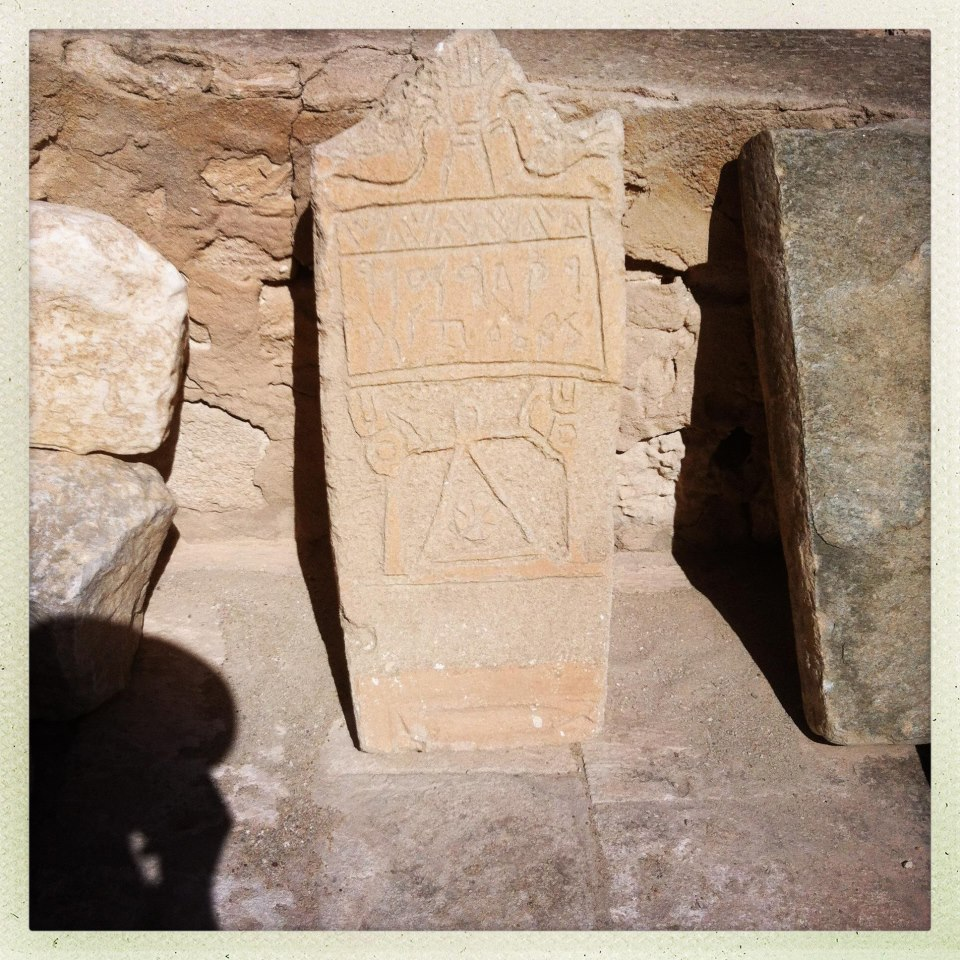
Fundstück der Ausgrabungen von 1975
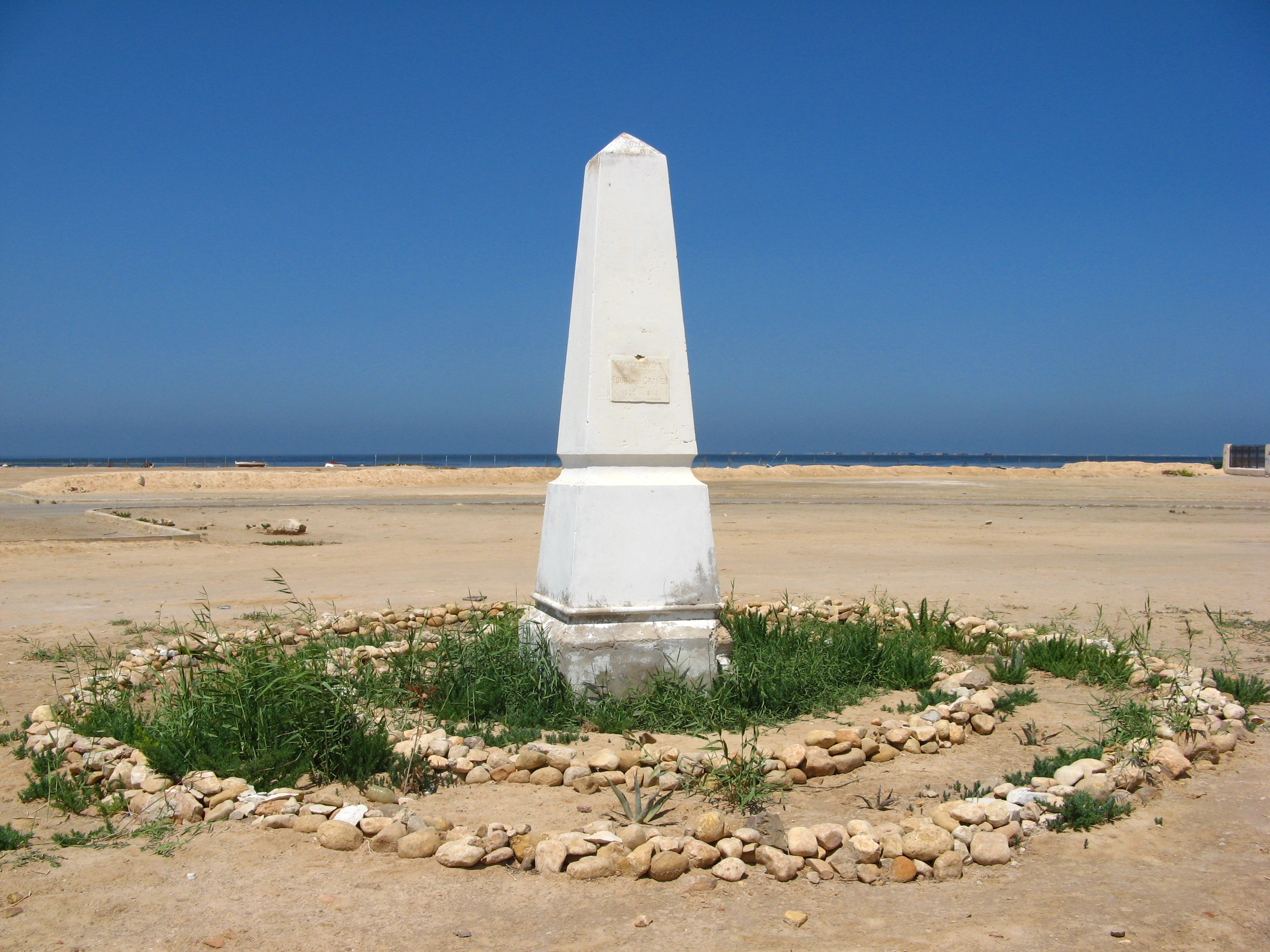
Obelisk
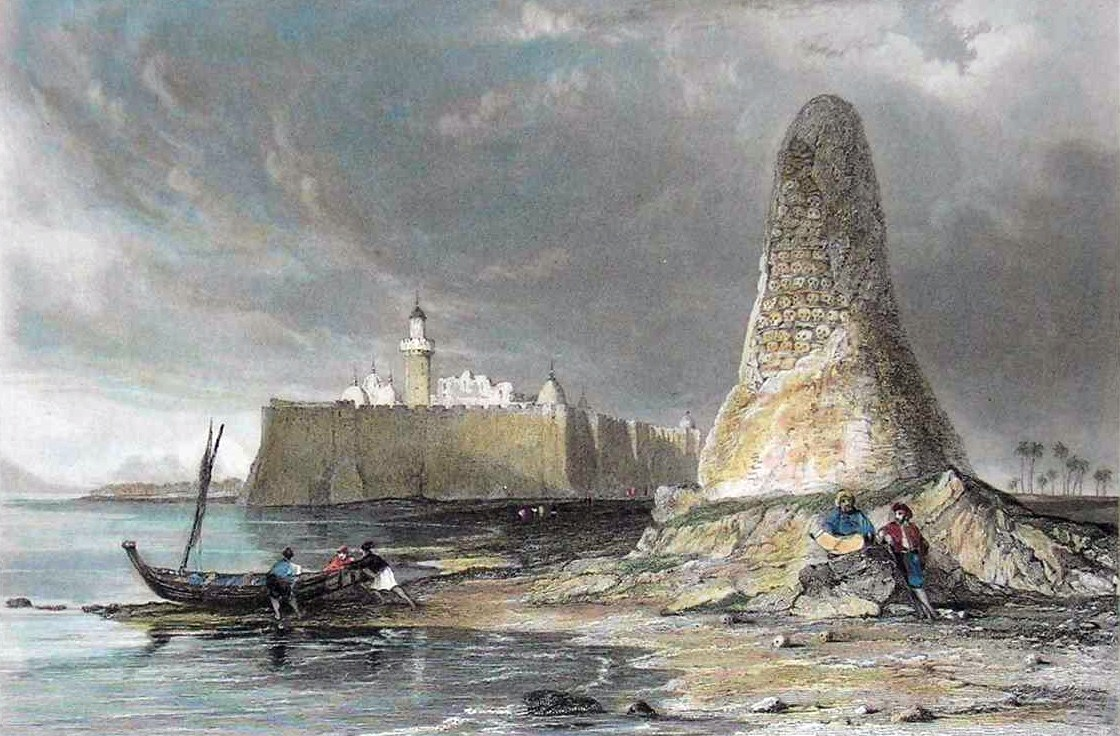
Schädelpyramide von Thomas Allom
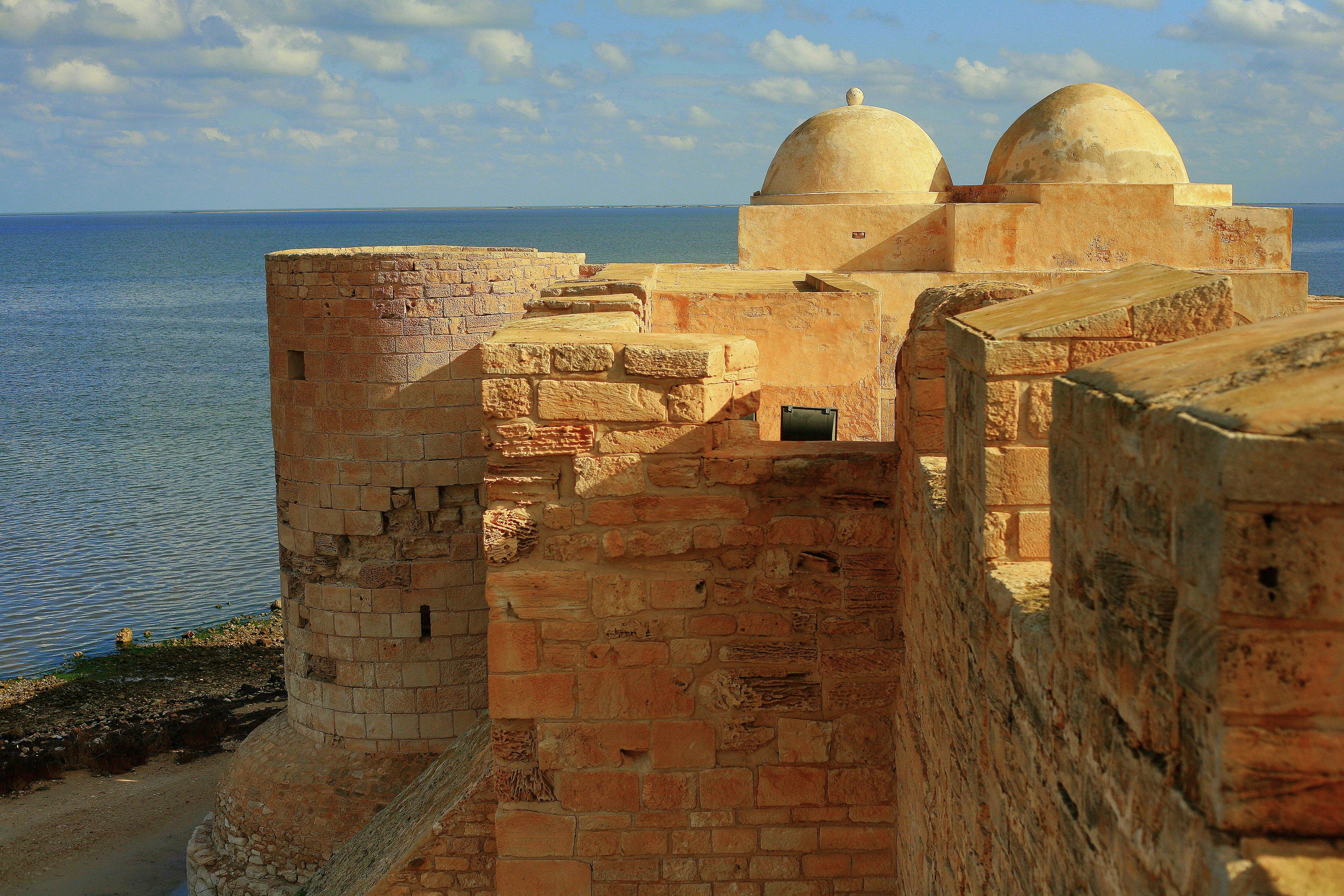
Festungsmauern